# Linnaemya succineiventris
Linnaemya succineiventris är en tvåvingeart som beskrevs av Fritz Isidore van Emden 1960. Linnaemya succineiventris ingår i släktet Linnaemya och familjen parasitflugor.
Artens utbredningsområde är Uganda. Inga underarter finns listade i Catalogue of Life.